# 七隻狐狸八條狗
七隻狐狸八條狗, 是一套台灣電影, 主演包括:廖峻, 鄭進一,陳玉蓮,岳翎, 卓勝利, 曾志偉 , 1989年出品, 由台灣導演鄭進一自導自演，台灣本土喜劇故事講廖峻,鄭進一,卓勝利飾演的兩男一女流氓混世界的逗趣戲，是台灣餐廳秀類型。
故事場口包括:招搖撞騙，失散重逢，追求, 盲女, 合謀, 義氣, 出賣, 偷車, 打賭, 暗殺, 比武, 奸細, 偷情等.

## 資料來源
1. ↑  .   [2018-09-02]. （原始内容存档于2019-02-18）.

- WMOOV : 七隻狐狸八條狗（页面存档备份，存于）